# Thomas Metcalfe (Politiker)

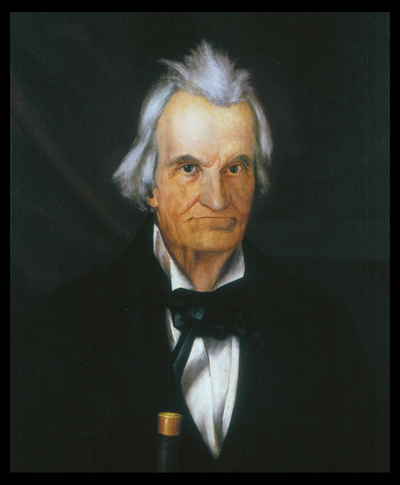
Thomas Metcalfe

Thomas Metcalfe (* 20. März 1780 im Fauquier County, Virginia; † 18. August 1855 in Carlisle, Kentucky) war ein US-amerikanischer Politiker und von 1828 bis 1832 Gouverneur von Kentucky. Diesen Bundesstaat vertrat er außerdem in beiden Kammern des Kongresses.

## Frühe Jahre und Aufstieg
Metcalfe besuchte die örtlichen Schulen seiner Heimat, anschließend arbeitete er für einige Jahre als Steinmetz, bevor er als Captain am Britisch-Amerikanischen Krieg teilnahm. Im Jahr 1812 begann seine politische Laufbahn mit seiner Wahl in das Repräsentantenhaus von Kentucky, wo er bis 1816 blieb. Zwischen 1819 und 1828 war er Abgeordneter im US-Repräsentantenhaus in Washington, D.C. Dort gehörte er sowohl dem Indianerausschuss als auch dem Militärausschuss an.

## Gouverneur von Kentucky
Im Jahr 1828 bewarb sich Metcalfe um das Amt des Gouverneurs. Er war der erste Kandidat der National Republican Party, eines Vorläufers der Whigs, die in Opposition zur Demokratischen Partei von Andrew Jackson stand. Metcalfe war auch der erste Kandidat bei einer Gouverneurswahl in Kentucky, der auf einem Parteikonvent gewählt wurde. Die Wahl von 1828 war sehr knapp. Metcalfe erreichte 50,5 % der Stimmen, sein Gegenkandidat William T. Barry kam auf 49,9 %. Sein Vorsprung betrug nur etwas mehr als 700 Stimmen. Seine Amtszeit begann am 26. August 1828 und endete am 4. September 1832. In dieser Zeit begann das Eisenbahnzeitalter in Kentucky. Die ersten Eisenbahnlinien wurden geplant und gebaut. Außerdem wurde ein Kanal zur Umgehung eines Wasserfalls am Ohio geplant. Der Gouverneur plante auch den Auf- und Ausbau eines landesweiten Schulsystems.

## Staatssenator und US-Senator
Nach dem Ende seiner Amtszeit blieb Metcalfe weiterhin politisch aktiv. Von 1834 bis 1838 saß er im Senat von Kentucky. Zwischen 1841 und 1849 war er Vorsitzender eines Ausschusses zur Verbesserung der Infrastruktur des Landes (State Board of Internal Improvements). Sein letztes politisches Amt hatte er von 1848 bis 1849 als US-Senator in Washington inne; zwischenzeitlich hatte er sich der Whig Party angeschlossen.
Thomas Metcalfe starb im August 1855 an der Cholera. Er war mit Nancy Mason verheiratet, mit der er vier Kinder hatte. Das Metcalfe County wurde nach ihm benannt.